# ليندسي دي غراندي
ليندسي دي غراندي هي منافسة ألعاب القوى بلجيكية، ولدت في 26 أبريل 1989 في بروج في بلجيكا.

## وصلات خارجية
- الموقع الرسمي
- ليندسي دي غراندي على موقع الاتحاد الدولي لألعاب القوى (الإنجليزية)